# Rediu (Brăești), Iași
Rediu este un sat în comuna Brăești din județul Iași, Moldova, România.